# Ланкийская кухня
Кухня Шри-Ланки (синг. සිංහල බොජුන්, там. இலங்கை உணவு முறைகள்) во многом напоминает кухню Индии, что обусловлено как близостью этих стран, так и похожим ассортиментом продуктов, используемых для приготовления блюд (морепродукты, фрукты, зелень, различные пряности). Преимущественно рацион шри-ланкийцев состоит из растительной пищи, ланкийцы практически не употребляют мяса. Фактическое отсутствие в рационе ланкийцев мяса обусловлено тем, что коровы здесь почитаются как священные животные. В кулинарных целях широко применяются рыбопродукты, тропические фрукты, а также всевозможные пряности.

## Традиции и история
Кухня Шри-Ланки характеризуются обилием очень острых блюд. Экзотическую неповторимость ланкийской кухни можно объяснить широким влиянием кулинарных традиций и предпочтений народов, которые оставили свой значительный след в жизни острова. Кроме близкой кухни Индии, Шри-Ланка впитала в себя кулинарные традиции арабов, голландцев, англичан, китайцев, а также ближайших народов этого региона. Так, арабская кухня привнесла в местный рацион вариации на тему плова — бириани (англ. biriany) и пилау (англ. pillau), приправленные местными пряностями, а также широко распространённые на ближнем востоке кебабы. Из кулинарной традиции Великобритании ланкийская кухня переняла пудинг и кексы, блюда из овощей (картофель со шпинатом) и омлеты. Из китайской кухни были позаимствованы рецепты приготовления блюд из сои и других бобовых — мясо в соусе из чёрных бобов и различные виды лапши, под влиянием голландской появились лампрейсы (lampreis) — мясные тефтели с острым рисом, самбол имеет индонезийские корни.

## Особенности
Особенностью кухни Шри-Ланки является широкое применение всевозможных специй, особенно чили, наделяющий блюдо, в которое добавляют подобную приправу, характерным особенно острым вкусом. Издавна жители острова широко употребляют блюда, приготовленные на основе риса и карри, что характерно для южно-азиатского региона в целом. С точки зрения ланкийской кулинарии, практически любая пища, в которую добавили смесь измельченных в порошок специй, может называться карри. Смесь специй содержит в себе куркуму, измельченный кориандр, чеснок, чёрный перец, перец чили, горчичные зерна, тмин, корицу, а также другие компоненты. Для приготовления этой смеси существует огромное количество всевозможных рецептов и каждый повар придерживается своих самобытных секретов.

### Рис и карри

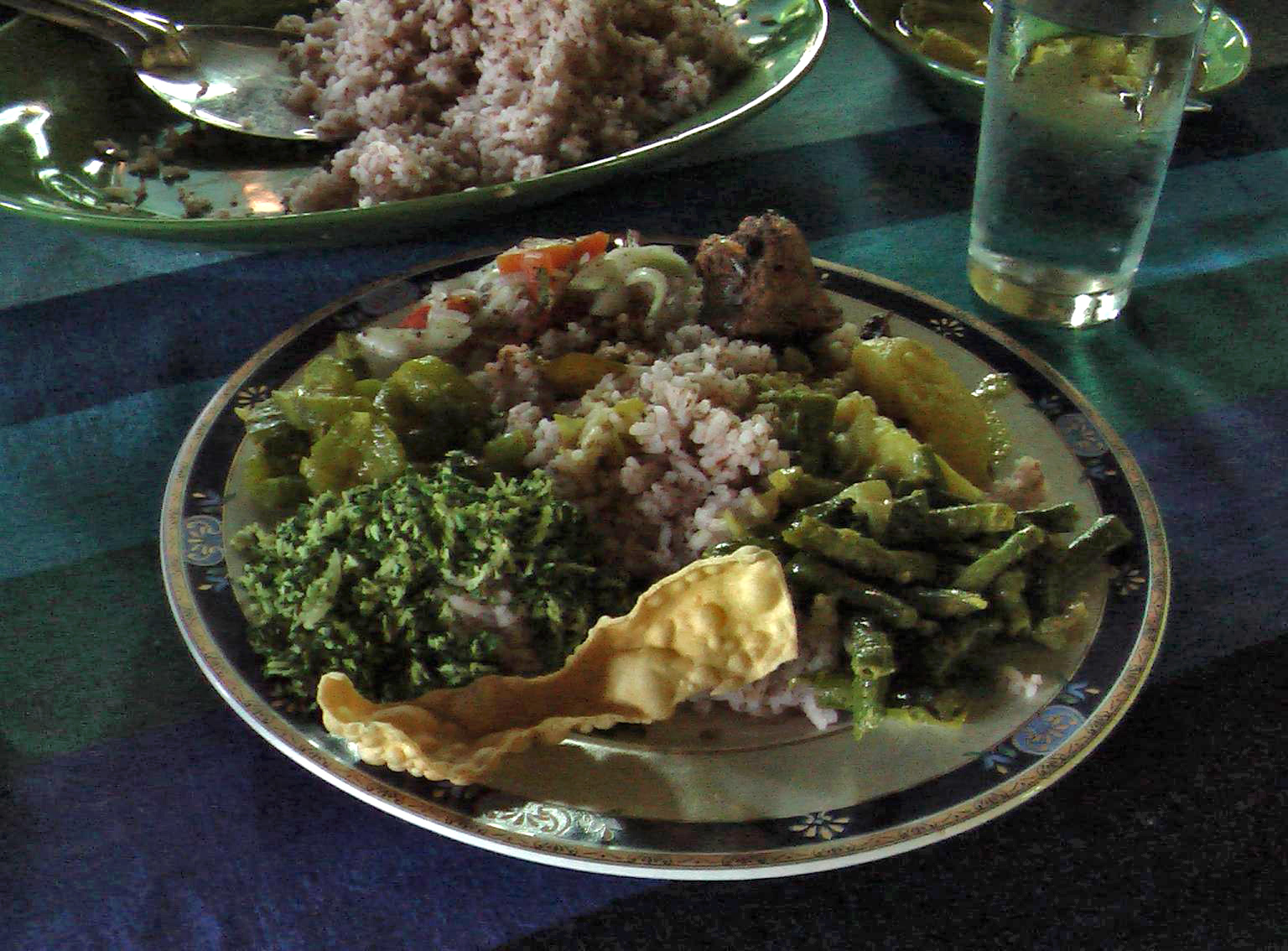
Рис и карри

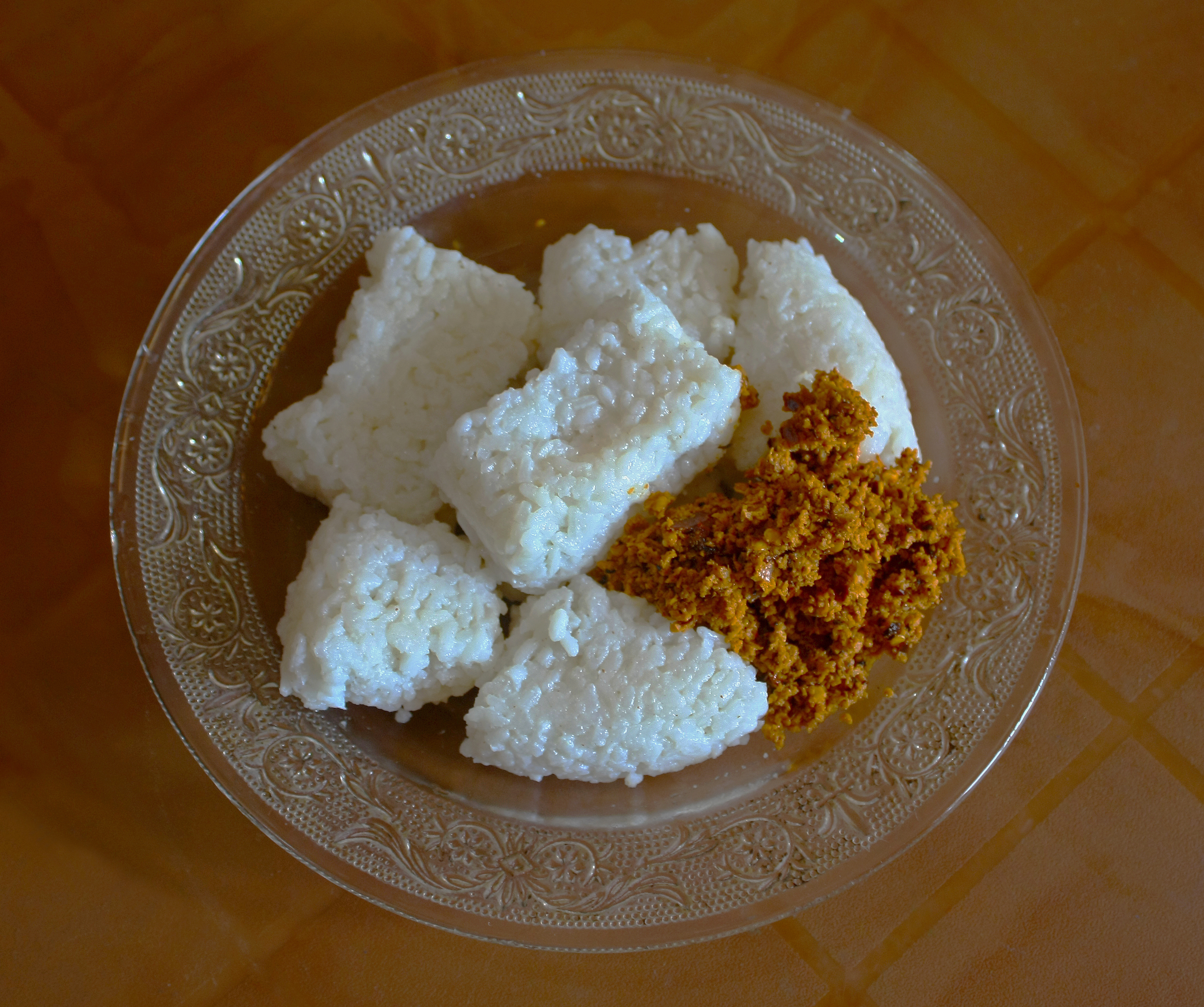
Кирибат и лунумирис

Основой обычного ежедневного меню на Шри-Ланке является рис и карри. Базовый продукт всех блюд — рис, но он практически никогда не смешивается с соусом, а подается в специальном большом блюде, вокруг которого ставят мисочки с различными ингредиентами и самостоятельными блюдами.
Карри для ланкийцев — не одно блюдо, а целая группа блюд — из рыбы, мяса, различных морепродуктов, птицы, овощей, бобовых и фруктов. Объединяет их своеобразная комбинация пряностей, растёртых в порошок, под названием карри. Карри используется для приготовления практически любых продуктов, в том числе мясных, рыбных, а также блюд из овощей или тропических фруктов.
Одним из блюд традиционной ланкийской кухни является пропаренная лапша, в состав которой входит рисовая мука. Это блюдо называют стринг хоперс. Как правило, «островную лапшу» употребляют утром, на завтрак. Из той же муки, кокосового молока и дрожжей пекут аппу (appa) — чашевидной формы блины с хрустящими краями и мягким центром. Если в центр добавить яйцо, получается блин-глазунья биттара аппа (англ. bittara appa), что в Британии известна как egg hoppers. Аппа, на которую кладут масло, смешанное с подслащённой кокосовой стружкой — десерт Хакуро-аппа (англ. hakuru appa).
Широкой популярностью у жителей пользуется блюдо кирибат (англ. Kiribath), готовящееся на основе риса с добавлением молока кокосового ореха. Это блюдо, как правило, подается на завтрак кусочками в виде ромбов с добавлением всевозможных пряностей, кокосовой стружки, лимонов или перца. С кокосовой стружкой и пальмовым «мёдом» кирибат становится сладким — имбул кирибат (англ. imbul kiribath).
Смесь придаёт блюдам, которые ею приправлены, особый аромат и пикантный жгучий вкус. Среди обязательных компонентов смеси — чёрный перец, кориандр, жгучий перец чили, семена горчицы, тмин, корица, куркума, имбирь, чеснок, а также листья вечнозеленого кустарника карри. Существует множество вариантов такой смеси. На Шри-Ланке компоненты смеси обычно предварительно поджаривают на сковороде, и в этом заключается основное отличие ланкийского карри от индийского. Кроме этого, ланкийские смеси менее острые.

### Компоненты и пряности
Кухня Шри-Ланки имеет особенности в использовании некоторых компонентов: в состав многих ланкийских блюд входят стружка из мякоти кокосового ореха, кокосовый сок, кокосовое масло, пальмовый нектар (англ. treacle). Другим характерным компонентом ланкийской кухни стала умбалакада (англ. umbalakada) — измельчённая в порошок сухая рыбка, которую здесь называют мальдивской и добавляют в карри для аромата.
На Шри-Ланке в изобилии растут корица, гвоздика, мускатный орех, чёрный перец, имбирь, кардамон и ваниль. С целью добычи пряностей на остров ещё в средние века приходили арабские купцы, а в начале XVI века прибыли португальцы.

### Роти
Роти — корж, выпеченный из рисовой муки с добавлением кокосовой стружки. Роти употребляется с карри или тропическими фруктами.

### Морепродукты
Будучи островным государством, Шри-Ланка ведёт промысел многих видов рыбы, кальмаров, моллюсков и других морепродуктов.

### Напитки
Наиболее известным напитком Шри-Ланки является цейлонский чёрный чай (с молоком или без). По колониальной традиции чай подают в фарфоровой посуде, дополняя хорошей выпечкой (кексы, сдобное печенье) и джемом из местных фруктов и апельсинов.
Освежающий напиток на основе имбиря — ginger beer. Хотя он и называется пивом, в нём нет алкоголя, на вкус — пикантно-жгучий.
Название сока тамбили (англ. tambili) происходит от сингальского названия королевского кокоса. Сок кокоса богат калием, натрием и часто используется местной медициной для очистки организма при отравлениях и как диетическое питье при нарушениях обмена веществ.

#### Алкогольные напитки

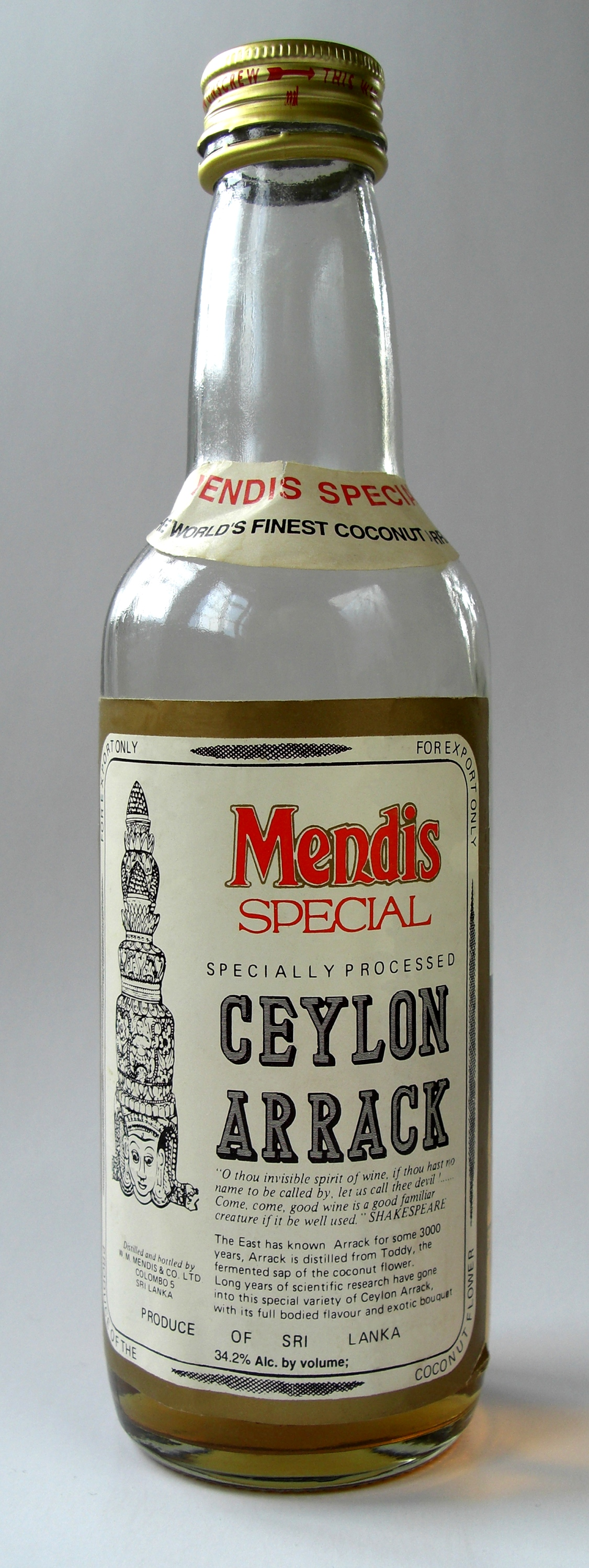
Шри-Ланкийский арак

Алкогольные напитки местного производства или разлива — пиво марок «Lion» и «Three coins», водка из пальмового нектара (арак 'arrack'), итальянские вина местного разлива марки «Montanari».
Местную пальмовую водку — Арак (англ. arrack) употребляется в сочетании как с содовой водой, так и с другими напитками.
Каждый месяц при наступлении полнолуния — Poya Day, на улицах ланкийских городов, а также в развлекательных заведениях, запрещается употребление спиртосодержащих напитков.

### Сладости
В ланкийской кухне распространены сладости — кявум, халва, пальмовый сахар. Основные ланкийские десерты и сладости изготавливаются из нектара цветов китул-пальмы, который здесь называют тодди. Существует профессия «тодди-тейпа» (сборщик нектара).

### Фрукты
Большая роль в приготовлении различных блюд уделяется тропическим фруктам. На Шри-Ланке некоторые фрукты употребляют как овощи: квасят манго, жарят отдельные сорта бананов. Используются ананасы. Вес ананасовых плодов нередко достигает пяти килограммов. Местные жители перед употреблением ломтики ананасов сдабривают солью и чёрным перцем.
Широкую популярность на территории Шри-Ланки заслужили бананы, произрастающие здесь в изобилии благодаря влажному и тёплому климату. Бананы издавна славятся своими полезными свойствами и высокой питательностью, что делает их неотъемлемым элементом ланкийской кухни. Ланкийские бананы немного отличаются по вкусу и размеру от традиционных — они короче и слаще на вкус.
Дуриан способен достигать веса десяти килограмм. На Шри-Ланке этот фрукт стоит достаточно дорого.
Востребованным фруктом на Шри-Ланке является манго, этот фрукт выращивался на территории региона более четырёх тысяч лет. Благодаря своей питательности и насыщенности кислотами и витаминами A и C, манго является неотъемлемым элементом и современной ланкийской кухни. Большим спросом на Шри-Ланке пользуются арбузы, использующиеся в том числе в качестве средства для утоления жажды. Арбузы, как правило, не подвергают термической обработке. В кулинарии арбузы добавляют к холодным блюдам — мороженому и салатам. Также арбуз используют для приготовления прохладительных напитков. Кроме этого, широко используются в приготовлении пищи такие фрукты, как помело, рамбутан, личи, саподила, лонган и другие местные фрукты.
Широкое распространение на острове получил кокосовый орех, сок и мякоть которого используются для создания всевозможных соусов, а также для приготовления различных блюд. Особенно удачно сочетается мякоть кокоса с картофелем. Для утоления жажды используется сок королевских кокосов, которые имеют оранжевую окраску, так как зелёные кокосы менее вкусные и полезные. Кокосовый сок употребляется прямо из ореха с помощью трубочки.